# Аугусту-Пестана (Риу-Гранди-ду-Сул)
Аугусту-Пестана (порт. Augusto Pestana) — муниципалитет в Бразилии, входит в штат Риу-Гранди-ду-Сул. Составная часть мезорегиона Северо-запад штата Риу-Гранди-ду-Сул. Входит в экономико-статистический микрорегион Ижуи. Население составляет 7273 человека на 2007 год. Занимает площадь 347,439 км². Плотность населения — 22,3 чел./км².

## История
Город основан 17 сентября 1965 года. Он был назван в честь Аугусту Пестана (1868—1934), бразильского политического деятеля.

## Статистика
- Валовой внутренний продукт на 2003 составляет 95.060.664,00 реалов (данные: Бразильский институт географии и статистики).
- Валовой внутренний продукт на душу населения на 2003 составляет 12.242,20 реалов (данные: Бразильский институт географии и статистики).
- Индекс развития человеческого потенциала на 2000 составляет 0,786 (данные: Программа развития ООН).

## География
Климат местности: субтропический гумидный.